# Дудченко Микола Петрович
Микола Петрович Дудченко (нар. 24 лютого 1947, місто Чита, тепер Російська Федерація) — український діяч, заступник начальника головного управління з експлуатації АЕС Держкоматому України, генеральний директор Хмельницької АЕС, президент державного підприємства НАЕК «Енергоатом». Народний депутат України 2-го скликання.

## Біографія
Народився у родині робітника.
У 1970 році закінчив Томський політехнічний інститут РРФСР, інженер-електрик.
Служив у Радянській армії. Працював майстром електроцеху Саратовської ТНЦ-2 РРФСР.
У 1973—1982 роках — від чергового електромонтера до начальника зміни реакторного цеху Кольської АЕС РРФСР. У 1982—1985 роках — заступник начальника реакторного цеху Калінінської АЕС РРФСР.
У 1985—1993 роках — начальник реакторного цеху, заступник головного інженера з ядерної безпеки, головний інженер Хмельницької АЕС.
У 1993—1994 роках — заступник начальника головного управління з експлуатації АЕС Держкоматому України.
Народний депутат України 2-го демократичного скликання з .08.1994 (2-й тур) до .04.1998, Славутський виборчий округ № 408, Хмельницька область. Голова підкомітету з ядерної енергетики Комітету з питань ядерної політики та ядерної безпеки. Член депутатської фракції СПУ і СелПУ (до цього член депутатської групи «Незалежні»).
У грудні 1997 — січні 1998 року — генеральний директор Хмельницької АЕС. У січні 1998 — лютому 1999 року — генеральний директор Відокремленого підрозділу НАЕК «Енергоатом» «Хмельницька АЕС».
У лютому 1999 — лютому 2000 року — президент державного підприємства НАЕК «Енергоатом».
У 2000—2002 роках — помічник президента державного підприємства НАЕК «Енергоатом».
З червня 2002 року — помічник-консультант народного депутати України.
У лютому — травні 2005 року — 1-й помічник президента державного підприємства НАЕК «Енергоатом». З травня 2005 року — виконавчий директор з кадрів, праці та соціальних питань державного підприємства НАЕК «Енергоатом».
Був членом президії Вищої ради Селянської партії України (СелПУ).